# 田益宗
田益宗（445年—517年），光城蛮（西阳蛮）人，南北朝北魏军事人物。

## 生平
田益宗身高八尺，处事果断有谋略，容止出众。世袭四山蛮帅之位，依附于南朝宋。沈攸之叛乱时，他因参与平定叛乱有功而成为将领，担任南朝齐临川王的防阁。太和十七年（493年），派遣使者通过张超向北魏归降。太和十九年（495年），被任命为员外散骑常侍、都督光城弋阳汝南新蔡宋安五郡诸军事、冠军将军、南司州刺史，封光城县开国伯。新蔡郡设立东豫州后，田益宗担任东豫州刺史，不久改封为安昌县伯。太和二十年（496年），攻打齐朝司州的龙城戍，被戍主朱僧起击败。太和二十二年（498年），获授征虏将军。景明元年（500年），齐朝军主吴子阳率军进攻三关，田益宗派光城郡太守梅兴之率领四千士兵，进军至阴山关以南八十多里处，依托长风城迎击吴子阳，将其击败。景明二年（501年），齐朝建宁郡太守黄天赐在赤亭筑城，派部将黄公赏驻守漴城，与长风城对峙。田益宗命安蛮郡太守梅景秀互为掎角，出兵攻打，击败黄天赐等人，夺取了两座城池。田益宗上表请求攻打义阳，得到魏宣武帝的批准。景明四年（503年），北魏镇南将军元英攻打南朝梁义阳，田益宗派儿子田鲁生率领八千士兵，截断梁军的粮道，烧毁了囤积的粮食。梁朝戍主赵文举率军前来征讨，被田鲁生击败，赵文举及小将胡建兴、古皓、庄元仲等人被俘，运粮船也被全部烧毁。后来梁朝宁朔将军杨僧远率领两千士兵来攻，逼近蒙笼，田益宗命田鲁生与戍主奇道显迎击，将其击败，随后获授平南将军。此外，田益宗还与宇文福一同抵御梁军进攻，加授安南将军。永平元年（508年），白早生在豫州发动叛乱，乐口以南的郢州、豫州各城均被攻陷，仅剩田益宗镇守的义阳。梁武帝萧衍想招降田益宗，许诺封其为车骑大将军、开府仪同三司、五千户郡公，田益宗没有接受。北魏能重新夺回郢州、豫州，田益宗功不可没。
田益宗晚年，因无休止地掠夺而使士兵和百姓困苦不堪，贿赂之风蔓延到子孙辈，部下叛乱的流言不断。宣武帝对此深感忧虑，派中书舍人刘桃符前去劝谕。宣武帝因田鲁生在淮南横行霸道而追究其责任，想将他召回，田鲁生却不肯前往洛阳。延昌年间，宣武帝决定将田益宗调任使持节、镇东将军、济州刺史，为防他不接受任命，派李世哲和刘桃符率军进驻广陵。田益宗的儿子田鲁生、田鲁贤等人逃到关南，引来梁军，光城以南地区落入梁朝之手。李世哲击败田鲁生后，重新设置郡戍，将田益宗召入洛阳。田益宗获授征南将军、金紫光禄大夫，加授散骑常侍，改封为曲阳县开国伯。他因怨恨刘桃符，上书诽谤，未被宣武帝采纳。熙平元年（516年），田益宗再次请求担任东豫州刺史，并请求招回叛逃南朝的儿子田鲁生、田鲁贤，未获灵太后批准。熙平二年（517年），田益宗去世，享年七十三岁，被追赠征东大将军、郢州刺史，谥号庄。

## 子女
- 田隨興，長子，历任冠軍将軍、平原郡太守，弋陽汝南二郡太守
- 田魯生
- 田魯賢
- 田纂，末子，襲封，征虜将軍、中散大夫